# Thandiwe Newton
Melanie Thandiwe Newton, abans acreditada com Thandiwe Newton   (Londres, 6 de novembre de 1972) (/ˈtændi/ TAN-dee), és una actriu britànica. Ha rebut diversos premis, com ara un Primetime Emmy Award i un BAFTA TV Award, a més de nominacions a dos Globus d'Or. Va ser nomenada Oficial de l'Orde de l'Imperi Britànic (OBE) el 2019 pels serveis al cinema i la caritat.
Newton és coneguda per protagonitzar papers com el personatge principal a Beloved (1998), Nyah Nordoff-Hall a Mission: Impossible 2 (2000), Tiffany a Shade (2003), Dame Vaako a The Chronicles of Riddick (2004), Christine a Crash (2004), Linda a The Pursuit of Happyness (2006), Libby a Run Fatboy Run (2007), Stella a RocknRolla (2008), Condoleezza Rice a W. (2008), Laura Wilson a 2012 (2009), Tangie Adrose a For Colored Girls (2010), Maeve Millay a Westworld (2016–2022), Roz Huntley a Line of Duty (2017) i Val a Solo: A Star Wars Story (2018).